# 38ste Oscaruitreiking
De 38ste Oscaruitreiking, waarbij prijzen worden uitgereikt aan de beste prestaties in films in 1965, vond plaats op 18 april 1966 in het Santa Monica Civic Auditorium in Santa Monica, Californië. De ceremonie werd gepresenteerd door Bob Hope.
De grote winnaars van de 38ste Oscaruitreiking waren The Sound of Music, met in totaal 10 nominaties en 5 Oscars, en Doctor Zhivago ook met 10 nominaties en 5 Oscars.

## Winnaars

### Films
| Categorie               | Winnaar                     | Regie                |
| ----------------------- | --------------------------- | -------------------- |
| Beste Film              | The Sound of Music          | Robert Wise          |
| Beste Buitenlandse Film | Het winkeltje aan het corso | Ján Kadár Elmar Klos |
| Beste Documentaire      | The Eleanor Roosevelt Story | Richard Kaplan       |

### Acteurs
| Categorie                  | Winnaar         | Film              |
| -------------------------- | --------------- | ----------------- |
| Beste Mannelijke Hoofdrol  | Lee Marvin      | Cat Ballou        |
| Beste Vrouwelijke Hoofdrol | Julie Christie  | Darling           |
| Beste Mannelijke Bijrol    | Martin Balsam   | A Thousand Clowns |
| Beste Vrouwelijke Bijrol   | Shelley Winters | A Patch of Blue   |

### Regie
| Categorie       | Winnaar     | Film               |
| --------------- | ----------- | ------------------ |
| Beste Regisseur | Robert Wise | The Sound of Music |

### Scenario
| Categorie                | Winnaar          | Film           |
| ------------------------ | ---------------- | -------------- |
| Beste Origineel Scenario | Frederic Raphael | Darling        |
| Beste Bewerkt Scenario   | Robert Bolt      | Doctor Zhivago |

### Speciale prijzen
| Categorie                         | Winnaar           |
| --------------------------------- | ----------------- |
| Honorary Award                    | Bob Hope          |
| Irving G. Thalberg Memorial Award | William Wyler     |
| Jean Hersholt Humanitarian Award  | Edmond L. DePatie |